# Lluís Martínez i Sistach
Lluís Martínez i Sistach (Barcelona, 29. travnja 1937.) španjolski je prelat Katoličke Crkve. On je nadbiskup u miru Barcelone, nakon što je ondje služio kao nadbiskup od 2004. do 2015. godine. Kardinal je od 2007. godine.
Bio je jedan od kardinala izbornika koji su sudjelovali na papinskoj konklavi 2013. godine na kojoj je izabran papa Franjo. 